# Szimcsák László
Szimcsák László (Budapest, 1936. június 3. – Budapest, 2011. január 17.) labdarúgó, csatár. Testvére Szimcsák István szintén labdarúgó volt. A sportsajtóban Szimcsák II néven volt ismert.

## Pályafutása
Tagja volt az 1953-ban Belgiumban ifjúsági UEFA-tornán győztes csapatnak. Az 1957–58-as idényben 12 mérkőzésen lépett pályára a bajnok MTK csapatában.

## Sikerei, díjai
- Ifjúsági UEFA-torna
  - győztes: 1953
- Magyar bajnokság
  - bajnok: 1957–58
  - 2.: 1954, 1955, 1957-tavasz, 1958–59
  - 3.: 1960–61
- Vásárvárosok kupája (VVK)
  - elődöntős: 1961–62 – nem lépett pályára